# Nakitakunalu
Albums de Yuki Uchida
Ai no Baka
(1996) Present
(1997)
Singles
Nakitakunalu, tel qu'écrit en romaji sur la pochette, transcription particulière de Nakitaku Naru (泣きたくなる), est le quatrième album de Yuki Uchida (ou le 5e si l'on compte un précédent mini-album). Il sort le 10 octobre 1996 au Japon sur le label King Records, six mois seulement après son précédent album Ai no Baka. Il atteint la 18e place du classement Oricon, et reste classé pendant quatre semaines.
Il contient neuf chansons inédites, composées par divers artistes sur des paroles de Ge Suuyon, et deux chansons en "bonus" : Shiawase ni Naritai, sortie en single avec succès en début d'année, et une nouvelle version de Ever & Ever du single suivant ré-arrangée orchestralement par Randy Waldman (en), interprétée en duo avec m.c.A・T. Comme pour le précédent, le style musical plus sérieux de l'album s'écarte résoluement de celui des chansons pop légères de la chanteuse sorties avec succès durant l'année précédente, d'où sa moindre réussite. Il restera le dernier album original de Yuki Uchida, qui se consacrera désormais plutôt à sa carrière d'actrice. Une compilation des chansons de ses singles, pour la plupart inédites en album, sortira cependant un an plus tard : Present, contenant également la chanson homonyme Present figurant sur l'album Nakitakunalu.

## Liste des titres
1. Torikago no Naka no Boku (鳥かごの中の僕?)
2. Nakitaku Naru (泣きたくなる?)
3. Yume wo Misasete (夢を見させて?)
4. Nagareboshi (流れ星?)
5. Kiss wo Shita (キスをした?)
6. Amanogawa (天の川?)
7. Present (プレゼント?)
8. Shingō (信号?)
9. Suki ni Nare (好きになれ?)
10. Shiawase ni Naritai (幸せになりたい?) ("Bonus Track")
11. Ever & Ever (Randy Waldman Strings Mix) (EVER & EVER...?) ("Bonus Track")